# کارل بیلت
نیلس دانیل کارل بیلت سیاستمدار و دیپلمات سوئدی است که از ۱۹۹۱ تا ۱۹۹۴ به عنوان نخست وزیر سوئد مشغول به کار بود. او از اکتبر ۲۰۰۶ تا ۲۰۱۴ وزیر امور خارجهٔ سوئد بود. او سابقاً رهبر حزب میانه‌رو بود.